# Kartkowo (Czarna Dąbrówka)
Kartkowo (deutsch Kartkow, kasch. Kartkòwò) ist ein Dorf in der polnischen Woiwodschaft Pommern und gehört zur Gemeinde Czarna Dąbrówka (Schwarz Damerkow) im Powiat Bytowski (Kreis Bütow).
Kartkowo liegt im Osten der Landschaftsschutzparks Stolpetal (Park Krajobrazowy Dolina Słupi) in unmittelbarer Nähe zur Woiwodschaftsstraße 212, die hier ein Teilstück der ehemaligen Reichsstraße 158 bildet. Bis zur ehemaligen Kreisstadt Stolp (heute polnisch: Słupsk) sind es 38 km, und die jetzige Kreismetropole Bytów (Bütow) liegt nur 10 km weit entfernt. Eine Bahnanbindung besteht nicht.
Es war bis 1945 als Gutsdorf ein Ortsteil der Gemeinde Groß Nossin (Nożyno) im Landkreis Stolp im Regierungsbezirk Köslin der preußischen Provinz Pommern. Das 464 ha große Rittergut Kartkow hatte 275 ha Ackerland,. 20 ha Wiesen, 14 ha Weiden, 116 ha Holzungen, 4 ha Unland, Hofraum und Wege und 35 ha Wasserflächen. In der Zeit vom 1. Januar bis 30. September 1929 war es nach Wundichow eingemeindet worden und gehörte in dieser Zeit zum Standesamt Budow. In früherer Zeit taucht es als ein zu Wundichow gehörender Ortsteil mit 36 Einwohnern im Jahre 1836.
Seit 1945 heißt der Ort Kartkowo und steht unter polnischer Administration. Er ist Sitz eines Schulzenamtes innerhalb der Gmina Czarna Dąbrówka im Powiat Bytowski in der Woiwodschaft Pommern (1975 bis 1998 Woiwodschaft Słupsk). Hier sind jetzt 52 Einwohner registriert.
Kirchlich war Kartkow bis 1945 in das evangelische Kirchspiel Groß Nossin im Kirchenkreis Stolp-Altstadt in der Kirchenprovinz Pommern der Kirche der Altpreußischen Union eingegliedert. Seit 1945 ist Kartkowo Teil der katholischen Pfarrei Nożyno im Dekanat Łupawa (Lupow) im Bistum Pelplin der Katholischen Kirche in Polen. Evangelische Kirchenglieder gehören zur Kreuzkirchengemeinde in Słupsk (Stolp) in der Diözese Pommern-Großpolen der Evangelisch-Augsburgischen Kirche in Polen.